# 鍋島勝茂
鍋島勝茂（日语：／ Nabeshima Katsushige，1580年12月4日—1657年5月7日）是安土桃山時代武將，江戶時代前期外樣大名、肥前佐賀藩首任藩主。父親是鍋島直茂，弟弟鍋島忠茂。

## 生平
出生於石井生札家中，是鍋島直茂長男，幼名伊平太。曾一度成為龍造寺隆信次男江上家種的養子。在關原之戰曾一度轉為效力西軍，曾參與攻擊伏見城的鳥居元忠，後來被父親急召向德川家康解釋，後返回九州，改投東軍，進攻立花宗茂據守的柳川城。1607年（慶長12年）隨著龍造寺氏名義斷絕，成為了鍋島氏首代當主，至父親直茂則成為藩祖。1615年（慶長20年）參與大坂之役。1657年（明曆3年）病逝。